# Contea di Gwinnett
La contea di Gwinnett (in inglese Gwinnett County) è una contea dello Stato della Georgia, negli Stati Uniti. La popolazione al censimento del 2000 era di 588 448 abitanti. Il capoluogo di contea è Lawrenceville.